# Melese intensa
Melese intensa är en fjärilsart som beskrevs av Rothschild 1910. Melese intensa ingår i släktet Melese och familjen björnspinnare. Inga underarter finns listade i Catalogue of Life.